# Igor Bogaczyński
Igor Bogaczyński (* 7. November 2003) ist ein polnischer Sprinter, der sich auf den 200-Meter-Lauf spezialisiert hat.

## Sportliche Laufbahn
Erste internationale Erfahrungen sammelte Igor Bogaczyński im Jahr 2021, als er bei den U20-Weltmeisterschaften in Nairobi mit 21,43 s in der ersten Runde im 200-Meter-Lauf ausschied. 2023 wurde er bei der 1. Liga der Team-Europameisterschaft im Rahmen der Europaspiele in Chorzów mit der polnischen 4-mal-400-Meter-Mixed-Staffel in 3:12,87 min Erster im A-Lauf und sicherte sich damit ligenübergreifend gemeinsam mit Maksymilian Szwed, Anna Kiełbasińska und Natalia Kaczmarek die Silbermedaille hinter dem tschechischen Team. Anschließend schied er bei den U23-Europameisterschaften in Espoo mit 25,85 s im Halbfinale über 200 Meter aus, belegte mit der 4-mal-400-Meter-Staffel in 3:03,79 min den vierten Platz und gewann mit der 4-mal-100-Meter-Staffel in 39,09 s die Bronzemedaille hinter den Teams aus Italien und Frankreich. Im August belegte er bei den Weltmeisterschaften in Budapest mit der Mixed-Staffel in 3:15,49 min den achten Platz. Bei den World Athletics Relays 2024 in Nassau wurde er in 3:02,91 min Zweiter im B-Lauf in der 2. Qualifikationsrunde über 4-mal 400 Meter und sicherte damit Polen einen Startplatz bei den Olympischen Spielen in Paris. Anschließend wurde er mit der Staffel bei den Europameisterschaften in Rom im Vorlauf disqualifiziert. 2025 wurde er bei der 1. Liga der Team-Europameisterschaft in Madrid in 20,37 s Erster im B-Lauf über 200 Meter, ehe er bei den U23-Europameisterschaften in Bergen in 20,93 s den achten Platz belegte.

## Persönliche Bestzeiten
- 200 Meter: 20,37 s (−0,2 m/s), 29. Juni 2025 in Madrid
  - 200 Meter (Halle): 21,12 s, 3. Februar 2024 in Toruń
- 400 Meter: 45,53 s, 4. Juni 2023 in Chorzów
  - 400 Meter (Halle): 46,89 s, 19. Februar 2023 in Toruń